# GewandhausKinderchor
Der GewandhausKinderchor ist ein Kinderchor in Leipzig, der als Klangkörper vom namensgebenden Leipziger Gewandhaus unterhalten wird. Er gliedert sich in den Konzertchor (ca. 80 Kinder im Alter von 9 bis 18 Jahren) und den Nachwuchschor (ca. 50 Kinder im Alter von 6 bis 9 Jahren).
Der Chor ist Träger des Kunstpreises der Stadt Leipzig und zählt heute aufgrund seines musikalischen Anspruchs sowie konsequenter Nachwuchsförderung zu den führenden Kinderchören Deutschlands mit internationalem Renommee. Die Gewandhauschöre gehören dem Verband Deutscher Konzertchöre an.

## Konzerttätigkeit
Pro Spielzeit absolviert der Kinderchor etwa 15 bis 20 verschiedene Konzerte, die meisten davon im Gewandhaus. Er konzertiert a cappella, gemeinsam mit dem GewandhausChor, mit dem Gewandhausorchester im Großen Concert, aber auch mit anderen namhaften Ensembles und Musikern wie dem Vokalquartett NINIWE, dem Calmus Ensemble Leipzig, Lyambiko, Stephan König u. a. sowie renommierten Kinder- und Knabenchören aus Leipzig und dem In- und Ausland. Dabei arbeitet der Chor regelmäßig mit Leipziger Komponisten wie u. a. Christoph J. Göbel, Stephan König, Ekkehard Meister oder Fredo Jung zusammen.

### Repertoire
In Verantwortung und Bewusstsein gegenüber der singulären Bedeutung des Namens „Gewandhaus“ in der Musikgeschichte und der Weltgeltung des Gewandhausorchesters sieht sich der Chor einem hohen musikalischen Anspruch verpflichtet, der in der professionellen Arbeitsweise Ausdruck findet. Das musikgeschichtliche Spektrum des Repertoires reicht von Renaissancemusik bis zu zeitgenössischen Werken wie Mellnäs' Aglepta oder Messvertonungen von Agnestig, Bojesen oder Poulenc, es umfasst Stilistiken vom einfachen Volkslied über geistliche und weltliche Motetten bis zu großen chorsinfonischen Werken, so z. B. Johann Sebastian Bachs Matthäus-Passion, Ludwig van Beethovens 9. Sinfonie, Felix Mendelssohn Bartholdys Oratorium Paulus, Gustav Mahlers 3. und 8. Sinfonie, Igor Strawinskys Psalmensinfonie, Carl Orffs Carmina Burana und Benjamin Brittens War Requiem. Hinzu kommen Uraufführungen, u. a. Gija Kantschelis Lichte Trauer, Siegfried Thieles Erdengesänge oder Friedrich Schenkers Michelangelo-Sinfonie. Der Chor widmet sich zudem den Bereichen Pop, Jazz, Gospel sowie zeitgenössischer A-cappella-Musik.
Ein besonderer Schwerpunkt liegt naturgemäß in der Pflege des Chorwerks des Gewandhauskapellmeisters Felix Mendelssohn Bartholdy, beispielsweise durch Konzerte im Rahmen der Mendelssohn-Festtage Leipzig und Kooperationen mit dem Mendelssohn-Haus Leipzig. Unregelmäßig, aber zyklisch angelegt finden seit 2001 Konzerte zu Musik der Nationalen Schulen statt, so zu Chormusik aus Frankreich, England, Ungarn, Tschechien und Skandinavien. Auch Musiken aus Filmen wie „Die Kinder des Monsieur Mathieu“, „Der Herr der Ringe“ oder „Edward mit den Scherenhänden“ führte der Kinderchor auf. Verschiedene Rundfunk-, Film- und Fernsehproduktionen sowie mehrere CD-Aufnahmen runden die vielfältigen Aktivitäten des Chores ab.

### Regelmäßige Auftritte
geordnet nach Reihenfolge in der Spielzeit
- Gewandhaustag: Ensembles des Gewandhauses musizieren in der Leipziger Innenstadt
- Kammermusik und Film in der Schaubühne Lindenfels: Konzert mit Musik aus oder adäquat dem im Anschluss vorgeführten Film
- Adventskonzerte: Konzerte mit Gebäck und Kaffee jeweils Montag und z. T. Dienstag nach den ersten drei Adventssonntagen
- Weihnachtskonzert der Gewandhauschöre
- Weihnachtsmatinee am 24. Dezember: Die seit den 90er Jahren bestehende Weihnachtsmatinee, bei der jährlich am 24. Dezember dialogisch anhand bekannter Weihnachtslieder und einem Sprecher die Weihnachtsgeschichte aus weltlicher Sicht erzählt wurde, wurde 2008 durch die Weihnachtsgeschichte nach Charles Dickens in einer Vertonung von Ekkehard Meister (Auftragswerk des Gewandhauses) abgelöst. Wird jedoch seit 2012 wieder aufgeführt.
- Große Concerte zum Jahreswechsel: Sinfonie Nr. 9 d-Moll op. 125 von Ludwig van Beethoven am 29., 30. und 31. Dezember
- Musikfest für Alle: Veranstaltungstag mit speziell für Kinder und Familien gestalteten Konzerten und Musikvermittlungsangeboten in Kooperation mit den Musikschulen „Johann Sebastian Bach“ und „Ottmar Gerster“ Leipzig
- Groß werden – das tägliche Chaos: Die seit 2004 bestehende Reihe setzt sich inhaltlich mit dem Thema Erwachsenwerden auseinander. Dabei gestalten auch Schüler und Chormitglieder durch eigene Texte und Lieder das Programm im Rahmen eines Literaturwettbewerbes mit. Musikalisch werden Elemente aus Jazz, Rock, Pop, Rap und Musical kombiniert. Begleitet wird der Chor von der Jazzband Ekky-Meister-Trio. 2009 fand das Projekt in Kooperation mit dem DFB aus Anlass der U-17-Fußball-Europameisterschaft statt.
- Szenisches Projekt

Der Nachwuchschor des GewandhausKinderchores wirkt bei einigen Konzerten des Konzertchores mit, z. B. zu den Adventskonzerten. Eigene Auftritte finden einmal jährlich in Kooperation mit der Hochschule für Musik und Theater „Felix Mendelssohn Bartholdy“ Leipzig statt.

### Szenische Projekte
Als ein Höhepunkt der Spielzeit haben sich seit 2003 die szenischen Projekte etabliert. Initiiert wurde diese für den Chor neue Form von Chorleiter Frank-Steffen Elster.
| Spielzeit | Titel                                                                         | Gattung              | Komponist                 | Librettist                                                  | Inszenierung                   | Musikalische Leitung               | Aufführungsorte |
| --------- | ----------------------------------------------------------------------------- | -------------------- | ------------------------- | ----------------------------------------------------------- | ------------------------------ | ---------------------------------- | --- |
| 2002/2003 | Das Zauberwort (Kalif Storch)                                                 | Singspiel            | Josef Gabriel Rheinberger | Franziska von Hoffnaaß                                      | Philipp J. Neumann             | Frank-Steffen Elster               | Großer Saal des Gewandhauses |
| 2003/2004 | Der arme Heinrich                                                             | Singspiel            | Josef Gabriel Rheinberger | Franz Bonn                                                  | Philipp J. Neumann             | Frank-Steffen Elster               | Großer Saal des Gewandhauses, KWR Hannover (Choraustauschprojekt mit dem Mädchenchor Hannover)                                                     |
| 2004/2005 | Brundibár                                                                     | Kinderoper           | Hans Krása                | Adolf Hoffmeister                                           | Philipp J. Neumann             | Frank-Steffen Elster               | Großer Saal des Gewandhauses, Ringkirche Wiesbaden (16. deutsche ChorKonzertTage des VDCK) mit dem Knabenchor der Jenaer Philharmonie (konzertant) |
| 2005/2006 | Amadeus’ Klavier (Uraufführung, Auftragswerk des Gewandhauses)                | Musiktheater         | Stephan König             | Philipp J. Neumann                                          | Philipp J. Neumann             | Frank-Steffen Elster               | Peterskirche Leipzig (Voraufführung), Großer Saal des Gewandhauses                                                                                 |
| 2006/2007 | Annie                                                                         | Musical              | Charles Strouse           | Martin Charnin/Thomas Meehan                                | Franziska Vorberger            | Frank-Steffen Elster               | Großer Saal des Gewandhauses |
| 2007/2008 | Tin Pan Ali                                                                   | Musical              | David Nield               | Jeremy James Taylor                                         | Franziska Vorberger            | Frank-Steffen Elster               | Großer Saal des Gewandhauses |
| 2008/2009 | Brundibár (mit dem Moran Choir aus Beit Yitzhak, Israel)                      | Kinderoper           | Hans Krása                | Adolf Hoffmeister                                           | Philipp J. Neumann             | Frank-Steffen Elster / Naomi Faran | Großer Saal des Gewandhauses, Jüdisches Museum Berlin                                                                                              |
| 2009/2010 | Brundibár (mit dem Moran Choir)                                               | Kinderoper           | Hans Krása                | Adolf Hoffmeister                                           | Philipp J. Neumann             | Frank-Steffen Elster / Naomi Faran | Performing Arts Centre Rischon LeZion |
| 2009/2010 | Eloise                                                                        | Kinderoper           | Karl Jenkins              | Carol Barratt                                               | Philipp J. Neumann             | Frank-Steffen Elster               | Mendelssohn-Saal des Gewandhauses |
| 2011/2012 | Eloise                                                                        | Kinderoper           | Karl Jenkins              | Carol Barratt                                               | Philipp J. Neumann             | Frank-Steffen Elster               | Mendelssohn-Saal des Gewandhauses |
| 2012/2013 | Der Ring (Uraufführung, Auftragswerk des Gewandhauses)                        | Musiktheater         | Lutz Glandien             | Philipp J. Neumann, Carl-Christian Elze                     | Philipp J. Neumann             | Frank-Steffen Elster               | Mendelssohn-Saal des Gewandhauses |
| 2013/2014 | Oliver!                                                                       | Musical              | Lionel Bart               | Lionel Bart, Charles Dickens                                | Stefan Ebeling, Ulrike Schauer | Frank-Steffen Elster               | Mendelssohn-Saal des Gewandhauses |
| 2014/2015 | The Second Hurricane                                                          | Oper                 | Aaron Copland             | Edwin Denby                                                 | Philipp J. Neumann             | Frank-Steffen Elster               | Mendelssohn-Saal des Gewandhauses |
| 2016/2017 | Von Zwergen, Riesen und Kindern (Uraufführung, Auftragswerk des Gewandhauses) | Kinderoper           | Frank-Steffen Elster      | Philipp J. Neumann (frei nach Kunstmärchen von Oscar Wilde) | Philipp J. Neumann             | Frank-Steffen Elster               | Mendelssohn-Saal des Gewandhauses |
| 2019      | Aufstand! (Uraufführung, Auftragswerk des Gewandhauses)                       | Szenische Produktion | Walter Zoller             | Philipp J. Neumann                                          | Philipp J. Neumann             | Frank-Steffen Elster               | Mendelssohn-Saal des Gewandhauses |

In den Spielzeiten 2010/2011 und 2015/2016 fand kein szenisches Projekt statt.

## Geschichte
Im Programmheft zur traditionellen Silvester-Aufführung der 9. Sinfonie von Ludwig van Beethoven 1972 wurde der GewandhausKinderchor erstmals namentlich benannt. Zu diesem Zeitpunkt stand dieser Name für den im Jahre 1963 von Reinhardt Syhre gegründeten Schulchor der Ernst-Schneller-Schule (heute Petrischule) Leipzig, der auch als Opern-Kinderchor fungierte. Die offizielle Namensgebung fand am 2. Dezember des Jahres 1973 im Alten Rathaus mit einem festlichen Chorkonzert statt. Die Leitung des GewandhausKinderchores lag in den Händen von Reinhardt Syhre und Werner Dienemann, zweiter Chordirektor der Oper. In Vorbereitung zur Eröffnung des „Neuen Gewandhauses“ wurde 1980 erstmals in der Geschichte des Gewandhauses ein Chordirektor sowohl für den GewandhausChor als auch für den Kinderchor fest angestellt. So übernahm der spätere Thomaskantor Georg Christoph Biller für den Gewandhauschor und Wolfgang Dorschner für den Kinderchor die musikalische Leitung. Reinhardt Syhre und Werner Dienemann übernahmen die Förderung des Nachwuchses.
1978 wurde Ekkehard Schreiber vom Stadtschulrat der Stadt Leipzig beauftragt, einen städtischen Kinderchor aufzubauen. Dazu wurden im Vorfeld ca. 5000 Kinder nach ihrer musikalischen Befähigung überprüft. Schreibers leistungsfähiges Ensemble erregte bald mit Aufführungen anspruchsvoller zeitgenössischer Kompositionen überregional Aufmerksamkeit. Dem Versuch, den Chor an ein Pionierhaus anzugliedern, stellte sich Schreiber erfolgreich entgegen. Ab 1980 begann eine intensive Zusammenarbeit mit dem Komponisten Friedrich Schenker. 1982 kam es aber zu Belastungen im Verhältnis Schreibers zur Stadt Leipzig, bedingt u. a. durch das Verbot der Aufführung von Schenkers Weihnachtsmotette. Im März 1982 gab Schreibers Chor ein Konzert im Kleinen Saal des gerade eröffneten Neuen Gewandhauses, bei der u. a. Schenkers Che-Kantate uraufgeführt wurde. Der damalige Gewandhausdirektor Karl Zumpe, der diesem Konzert beiwohnte, machte daraufhin Gewandhauskapellmeister Kurt Masur auf den Chor aufmerksam. Der in der Stadt durch die Eröffnung des neuen Hauses ausgelöste künstlerische Schub sollte auch in der chorischen Arbeit unter optimalen Bedingungen fortgesetzt werden. Masur fand das Potential dafür in Schreibers städtischem Kinderchor und initiierte einen Austausch der beiden Chöre, der ohne Ankündigung, sprichwörtlich über Nacht stattfand. Der bisherige GewandhausKinderchor wurde zum Kinderchor der Stadt Leipzig, aus dem später die Schola Cantorum Leipzig hervorging. Schreiber wurde mit seinem Chor zum Leiter des „neuen“ GewandhausKinderchores, später Kinder- und Jugendchor, berufen. Mit dem „Chortausch zu Leipzig“ endete auch die Arbeit des Kinderchores an der Oper Leipzig. In den nächsten Jahren wurde die enge Zusammenarbeit mit Friedrich Schenker fortgesetzt. Daraus folgend kam es zu mehreren Uraufführungen durch den Chor. 1988 erhielt der Chor den Kunstpreis der Stadt Leipzig. 1992 übernahm Schreiber darüber hinaus die Leitung des GewandhausChores. Bis zu seiner schweren Erkrankung 1997 war er für die künstlerische Arbeit der Gewandhauschöre verantwortlich.
Nach einer Interimszeit, in welcher Christian Fischer von der Leipziger Musikhochschule, Frank-Steffen Elster und Uwe Witzel die Chorarbeit übernahmen, wurde mit Beginn der Spielzeit 1999/2000 Morten Schuldt-Jensen als Chordirektor des Gewandhauses verpflichtet. Sein Assistent Frank-Steffen Elster, der bereits unter Ekkehard Schreiber mit umfangreichen musikalischen Aufgaben betraut wurde, ist seitdem für die tägliche Arbeit mit dem GewandhausKinderchor verantwortlich, seit der Spielzeit 2004/2005 ist er Leiter des Chores. Elster, selbst ehemaliges Chormitglied, erweiterte das musikalische Spektrum des Chores für andere Stilistiken wie Filmmusik, Pop und Jazz und setzte neue Schwerpunkte in der Pflege romantischer und zeitgenössischer Chorliteratur sowie kirchenmusikalischer Werke. In Zusammenarbeit mit Regisseur Philipp J. Neumann entwickelte er die jährlichen szenischen Projekte des Chores.

## Proben
Der Kinderchor probt in der Regel dreimal wöchentlich, davon zwei Gesamtproben zu 3 bzw. 2,5 Stunden sowie für jede Stimmgruppe (Alt I/II bzw. Sopran I/II) eine Registerprobe zu je 2 Stunden. Hinzu kommen zusätzliche Proben vor Konzerten sowie Gruppen- bzw. Einzelstimmbildung. Geleitet werden die Proben von Frank-Steffen Elster, Korrepetitor ist Walter Zoller in der Nachfolge Sophie Bauers, der heutigen Leiterin des Opernkinderchores, Uwe Witzels und Ekkehard Meisters. Stimmbildnerin ist Constanze Herenz, die zugleich für die Nachwuchsgewinnung zuständig ist. Zweimal jährlich, jeweils in der ersten Woche der Herbst- und der Winterferien, finden Chorlager an unterschiedlichen Orten im weiteren Umkreis von Leipzig statt. In den Chorlagern wird neben den intensiven Proben die Interaktion in der Chorgemeinschaft durch spielerische und sportliche Unternehmungen gefördert. Zudem werden im Rahmen der Chorlager Alternativen zur normalen Probensituation wie Selbststudium, szenische Workshops oder Proben durch ältere Chormitglieder verwirklicht.
Der Nachwuchschor probt einmal wöchentlich in zwei Gruppen unter Leitung von Guido Mattausch, zudem erhalten die Nachwuchssänger einmal wöchentlich Theorieunterricht durch Maria Küstner und Sascha Hünermund. Für die Aufnahme in den Nachwuchschor ist eine Überprüfung der musikalischen Fähigkeiten nötig. Die Übernahme in den Konzertchor erfolgt nach Einzelüberprüfung durch den Kinderchorleiter bei entsprechender Eignung im zweiten Halbjahr der 4. Klasse.
Der Jugendchor probt einmal wöchentlich unter Leitung von Frank-Steffen Elster. Er besteht sowohl aus ehemaligen Kinderchormitgliedern als auch Choristen anderer Chöre mit entsprechender musikalischer Vorbildung.
Alle regulären Proben finden im Gewandhaus, konzertspezifisch jedoch im jeweiligen Aufführungsort statt.

## Konzertreisen
Konzertreisen führten den GewandhausKinderchor in zahlreiche Länder Europas, z. B. nach Ungarn, Bulgarien, Polen, Russland, Tschechien, Frankreich, Spanien, Belgien, Österreich, Estland und die Schweiz. Das Ensemble errang Preise auf internationalen Chorwettbewerben und nahm 1990 an den Osterfestspielen in Salzburg sowie am Festival de Saint Denis in Paris teil. Eines der herausragenden Ereignisse war die Teilnahme des GewandhausKinderchores am internationalen Kinderchorfestival World of Children´s Choirs in Vancouver (Kanada) 2001. Im Sommer 2004 folgte der GewandhausKinderchor einer Einladung nach Estland zum XXIV. Estonian Nationwide Song Celebration Festival in Tallinn, verbunden mit einem Choraustausch mit dem Estonian TV Children's Choir, sowie zu Konzerten in Paide und im Rahmen der Europa Cantat Singing Week Estonia 2004 in Tartu. Im November 2006 nahm der GewandhausKinderchor am 38. Certamen Coral de Tolosa teil und gab darüber hinaus Konzerte in Bilbao und San Sebastián. Bedeutsam war das Gemeinschaftsprojekt „Brundibár“ in der Theresienstädter Fassung im März 2009 zusammen mit dem Moran Choir aus Israel. Unter der Schirmherrschaft von Bundeskanzlerin Angela Merkel wurde die Kinderoper in der historisch fundierten Inszenierung von Philipp J. Neumann im Gewandhaus und im Jüdischen Museum Berlin aufgeführt. Im Vorfeld fanden mit den Kindern und Jugendlichen u. a. Zeitzeugengespräche mit Überlebenden statt, die an den Aufführungen der Oper im Theresienstädter Ghetto beteiligt waren. Außerdem wurde die Gedenkstätte des Ghetto Theresienstadt besichtigt. Im Januar 2010 fand der Gegenbesuch des GewandhausKinderchores mit Aufführungen in Rischon LeZion (Israel) am Vorabend des internationalen Holocaustgedenktages statt. Auch hier waren Zeitzeugen anwesend. Außerdem wurde die Holocaustgedenkstätte Yad Vashem besucht. Weiterhin fanden Konzerte in Beit Yitzhak und Herzlia statt. Eine Dokumentation des Projektes wurde vom MDR ausgestrahlt, zudem konnte die Reise über ein Weblog verfolgt werden. 2011 konzertierte der Chor im Rahmen des 13th Shanghai International Art Festival. Teilweise ist die Reduktion der Choristenanzahl auf eine Konzert- oder Reisebesetzung nötig, die mittels Einzelüberprüfung durch den Kinderchorleiter ermittelt wird.
Im Rahmen einer zweiwöchigen Chinareise im Jahr 2018 besuchte der Kinderchor Orte wie Hangzhou, Fuzhou, Wuhan und Peking, wo er tausende Menschen begeisterte. Während dieser Reise kam es besonders in Sihui und Peking zu einem Kulturaustausch zwischen den Kindern des Chores und den chinesischen Kindern.

## Diskographie (Auswahl)
| Titel/Werk | Erscheinungsjahr | Komponist                   | Musikalische Leitung                      |
| --- | ---------------- | --------------------------- | ----------------------------------------- |
| Sinfonie Nr. 9 d-Moll | 1981             | Ludwig van Beethoven        | Kurt Masur                                |
| Michelangelo-Sinfonie | 1985             | Friedrich Schenker          | Kurt Masur                                |
| Paulus | 1988             | Felix Mendelssohn Bartholdy | Kurt Masur                                |
| Peer Gynt (Konzertfassung)                                                                                                 | 1989             | Edvard Grieg                | Kurt Masur                                |
| Die Friedensfeier / Danton-Fragmente / Commedia per musica / ... ins Endlose                                               | 1989             | Friedrich Schenker          | Kurt Masur                                |
| Unser Heiland ist geboren: weihnachtliche Weisen mit dem GewandhausKinder- und Jugendchor                                  | 1991             | Diverse                     | Ekkehard Schreiber                        |
| Festliche Musik aus dem Leipziger Gewandhaus: Unicef-Gala 1993 / Der Struwwelpeter                                         | 1993             | Kurt Hessenberg             | Ekkehard Schreiber                        |
| Sinfonie Nr. 9 d-Moll | 1993             | Ludwig van Beethoven        | Kurt Masur                                |
| Erdengesänge für Soli, Chor und Orchester                                                                                  | 1993             | Siegfried Thiele            | Kurt Masur                                |
| Matthäuspassion | 1995             | Johann Sebastian Bach       | Günter Neuhold                            |
| Matthäuspassion | 1998             | Johann Sebastian Bach       | Georg Christoph Biller                    |
| Die Weihnachtsgeschichte                                                                                                   | 2004             | Diverse                     | Frank-Steffen Elster                      |
| Brohm und Filuh | 2006             | Diverse                     | Frank-Steffen Elster                      |
| Beethoven – The Symphonies / Sinfonie Nr. 9 d-Moll                                                                         | 2011             | Ludwig van Beethoven        | Riccardo Chailly                          |
| Mahler 8 – International Mahler Festival Leipzig 2011 (DVD)                                                                | 2011             | Gustav Mahler               | Riccardo Chailly                          |
| Dort zwischen Ochs und Eselein – Festliche Musik zur Advents- und Weihnachtszeit (mit dem Jugendsinfonieorchester Leipzig) | 2011             | Diverse                     | Ron-Dirk Entleutner, Frank-Steffen Elster |
| Max Reger: Sämtliche Choralkantaten                                                                                        | 2016             | Max Reger                   | Frank-Steffen Elster, Gregor Meyer        |

## Varia
- Die ersten Konzerte zur Wiedereröffnung der Philippuskirche Leipzig Anfang Mai 2019 mit ausverkaufter Kirche präsentierten Martin Kohlstedt mit dem GewandhausChor unter der Leitung von Gregor Meyer sowie der Liedermacher Gerhard Schöne mit dem GewandhausKinderchor.